# 珍珠雙冠麗魚
珍珠雙冠麗魚，為輻鰭魚綱鱸形目隆頭魚亞目慈鯛科的其中一種，被IUCN列為瀕危保育類動物，分布於中美洲瓜地馬拉的Petén湖流域，體長可達12.7公分，棲息在湖泊的中底層水域，生活習性不明。

## 擴展閱讀
維基物種上的相關：珍珠雙冠麗魚